# Gen Shōji
Gen Shōji (jap. 昌子源 Shōji Gen; ur. 11 grudnia 1992) – japoński piłkarz, reprezentant kraju. Obecnie występuje w Kashima Antlers.

## Kariera klubowa
Od 2011 roku występował w klubie Kashima Antlers.

## Kariera reprezentacyjna
W reprezentacji Japonii Gen Shōji zadebiutował 31 marca 2015 roku.

## Statystyki
| Reprezentacja Japonii | Reprezentacja Japonii | Reprezentacja Japonii |
| Rok                   | Mecze                 | Gole                  |
| --------------------- | --------------------- | --------------------- |
| 2015                  | 1                     | 0                     |
| Razem                 | 1                     | 0                     |